# 金坪民族乡
金坪民族乡是中华人民共和国江西省吉安市峡江县下辖的一个民族乡。原为创建于1957年12月的农垦企业江西国营金坪华侨农场，1979年因接收安置在華印支難民而更名为江西国营金坪华侨农场，1999年12月下放到属地峡江县管理，2007年11月经江西省人民政府批准改设为金坪京族乡。2008年6月，国家民委建议更名为金坪民族乡。是江西省8个民族乡中唯一的多民族乡。

## 行政区划
金坪民族乡下辖以下村级行政区划单位：
朝阳村、南下村、移山村、金坪村和新民村。